# نماد اشلفلی

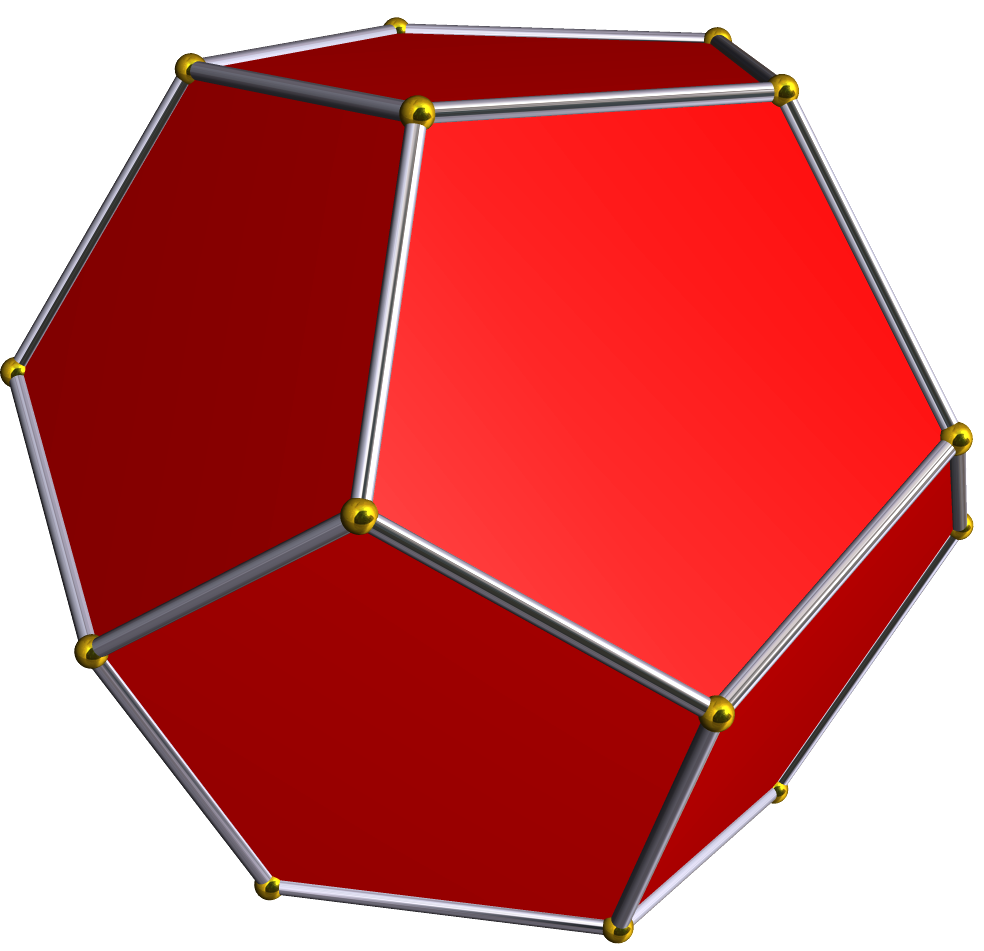
دوازده‌وجهی یک چندوجهی منتظم با نماد اشلفلی {۵٬۳} است.

در هندسه، نماد اِشلَفْلی (انگلیسی: Schläfli symbol) نوعی نشانه‌گذاری به شکل {p,q،r,...} است که با آن می‌توان پلیتوپ‌های منتظم و شیوهٔ مفروش‌سازی آن‌ها را مشخص کرد. نماد اشلفلی نام خود را از ریاضی‌دان قرن نوزدهمی سوئیسی لودویگ اشلفلی گرفته‌است که از پیشگامان ایجاد قراردادهای نوشتاری برای فضاها در ابعاد بالاتر از سه بود.
نماد اشلفلی تعریفی بازگشتی دارد و با {p} برای یک چندضلعی منتظم محدب آغاز می‌شود. برای مثال {۳} نماد اشلفلی مثلث متساوی‌الاضلاع، {۴} مربع، {۵} پنج‌ضلعی منتظم و الی آخر است. چندضلعی‌های منتظم ستاره‌ای محدب نیستند و نماد اشلفلی آن‌ها به شکل {p/q} نوشته می‌شود که در این کسر تحویل‌ناپذیر p تعداد رئوس است. برای مثال نماد اشلفلی یک ستاره پنج‌پر {۵/۲} است.
چندوجهی منتظمی که به دور هر رأسش q وجه p-ضلعی داشته باشد، با نماد اشلفلی {p,q} نشان داده می‌شود. مثلاً در هر رأس مکعب ۳ مربع به هم می‌رسند؛ بنابراین نماد اشلفلی آن {۴٬۳} است.
پلیتوپ چهاربعدی‌ای که در هر ضلع آن r تا چندوجهی با نماد اشلفلی {p,q} به هم می‌رسند، با نماد اشلفلی {p,q،r} نشان داده می‌شود. مثلاً در هر ضلع یک تسرکت سه مکعب (با نماد اشلفلی {۴٬۳}) به هم می‌رسند؛ پس نماد اشلفلی آن {۴٬۳،۳} است.
به‌طور کلی، پلیتوپ {p,q،r,... ,y،z} به دور هر قلّه‌اش z تا وجه با نماد {p,q،r,... ,y} دارد. قله (peak) در چندوجهی رأس، در ۴-پلیتوپ ضلع، در ۵-پلیتوپ وجه، در ۶-پلیتوپ خانه و در n-پلیتوپ (n-3)-وجه است.

نماد اشلفلی چندضلعی‌های محدب و ستاره‌ای (دو بعد) از ۳ تا ۱۲ رأس